# Rete di spin

Una rete di spin semplice della tipologia usata nella Gravità quantistica a loop

In Fisica, una Rete di spin (dall'inglese: spin network ) è un tipo di diagramma che può essere usato per rappresentare gli stati quantici e le interazioni tra particelle subatomiche e i loro campi. Da un punto di vista matematico i diagrammi sono una maniera concisa di rappresentare funzioni multilineari e funzioni tra rappresentazioni di gruppi matrice.
La notazione diagrammatica spesso semplifica il calcolo perché diagrammi semplici possono essere usati per rappresentare funzioni complesse.
Roger Penrose è accreditato come l'inventore delle reti di spin nel 1971, sebbene tecniche di diagrammi simili sono già esistite prima.
La rete di spin è stata applicata alla teoria della gravità quantistica da Carlo Rovelli, Lee Smolin, Jorge Pullin, Rodolfo Gambini e altri. 
Le reti di spin possono anche essere usate per costruire un particolare Funzionale nello spazio delle connessioni che è un'invariante  sotto le trasformazioni di gauge locale.